# Knavs
Knavs je priimek v Sloveniji, ki ga je po podatkih Statističnega urada Republike Slovenije na dan 1. januarja 2010 uporabljalo 445 oseb.

## Znani nosilci priimka
- Aleksander Knavs (*1975), nogometaš
- Melania Trump (*1970, kot Melanija Knavs), fotomodel, soproga Donalda Trumpa